# Саміт-книга
«Саміт-книга» — українське видавництво, що займається виданням вітчизняної та перекладної літератури. Створює книжкову продукцію з 1990-х років.
За час роботи проведено кілька програм у партнерстві з такими організаціями, як VISA, канал «1 + 1», Український союз промисловців та підприємців, «Квартал 95», Ліга професійного бокса України, ЄБРР. У каталозі видавництва є як художня проза і поезія, так і спеціалізована література. «Саміт-книга» є співзасновником ряду всеукраїнських та міжнародних літературних конкурсів та фестивалів («ГРАНОСЛОВ», літературний конкурс ім. Г. Тютюнника, «Село — земля нашого Родоводу», «Книга Rock'у» тощо).
«Саміт-Книга» виступає партнером з постачання книг в рамках програм Міжнародного Фонду Сороса, Фонду «Матра» (Нідерланди), Фонду Білла і Мелінди Гейтс, Ради Міжнародних Наукових Досліджень та Обмінів (IREX), Фонду «АнтиСНІД», Української бібліотечної асоціації, посольств зарубіжних держав, інших громадських і державних організацій.
Разом з видавництвами «Наш Формат» та «Ранок» і Національної бібліотеки України імені Ярослава Мудрого підтримали створення Українською бібліотечною асоціацією онлайн-сервісу пошуку бібліотек «Бібліотека для тебе».

## Нагороди
У 2016 році «Саміт-книга» стало лауреатом Премії Президента України в номінації «За сприяння у вихованні підростаючого покоління».
Видавництво також встановило рекорд України за найбільший тираж (400 000 екз.) — «Перша кулінарна книга» Ектора Хіменеса-Браво.
У 2018 році книга «Завжди поруч» (автор Михаїл Гранд) була номінована на літературну премію «Глиняний кіт».
У 2019 році конкурс BookForum Best Book Award нагородив видавництво «Саміт-книга» спецвізднакою за найкрасивіше видання (Львів), за книгу Гео Лерос «KYIV STREET ART».
Цього ж року книга «Історії, які ніколи не закінчуються» (автор Анастасія Піка) потрапила до довгих списків літературної премії «Книга року ВВС-2019».
Всеукраїнський рейтинг «Книжка року-2022» включив книгу Таїсії Шаповаленко. Спадок Григорія Гладинюка. — Київ: Саміт-Книга, 280 с. ISBN 978-966-986-403-1 в короткі списки.
26 січня 2023 року директор видавництва «Саміт-книга» Іван Степурін був нагороджений Подякою Ірпінського міського голови Олександра Маркушина за вагомий внесок у розвиток українського книговидавництва та видання книги Петра Щербини «Битва за Ірпінь».

## Книжки видавництва
Видавництво створює жанрово різноманітні книги — прозу, як художню, так і бізнес літературу, поезію та дитячі видання. Видає книги двома мовами — російською та українською.
Серед авторів видавництва: Гарі Каспаров, Пітер Саловей, Іван Драч, Михайло Зав'ялов, Віталій Рогожа, Сергій Тримбач, Маріанна Гончарова, Олександр Савченко, Майкл Хатчисон, Анна Санден, Юлія Савостіна, Володимир Хандогій, Олександр Коротко, Леся Мудрак, Марсель Тірі, Леся Гончар та ще більше 200 письменників.
26 січня 2023 року видавництво презентувало в Музеї історії Києва книгу Петра Щербини «Битва за Ірпінь».